# Ринальдо да Полента
Ринальдо да Полента (итал. Rinaldo da Polenta; умер 20 сентября 1322 года, Равенна, Папская область) — архиепископ Равенны в 1321—1322 годах из гвельфского рода да Полента. Сын кондотьера Остасио да Полента, внук сеньора Равенны Гвидо Старого. 
Старший сын Остасио Гвидо Новелло стал сеньором Равенны в 1316 году, и при нём Ринальдо получил местную кафедру (1321 год). Годом позже Гвидо был избран капитаном народа в Болонье, а власть над Равенной передал Ринальдо. Их двоюродный брат Остасио решил захватить власть: он обманом получил у архиепископа ключи от городских ворот и впустил в Равенну графа Кунья и Малатесту с вооружёнными отрядами. Ничего не подозревавший Ринальдо принял гостей и был ими убит. Остасио стал новым сеньором.